# Władysław Łuszczkiewicz
Władysław Łuszczkiewicz (ur. 3 września 1828 w Krakowie, zm. 23 maja 1900 tamże) – polski malarz, pedagog, historyk sztuki, muzeolog i konserwator zabytków.

## Życiorys
Syn Mateusza Michała (1800–1883), nauczyciela w Gimnazjum św. Anny, a od 1850 dyrektora Instytutu Technicznego w Krakowie, i Emilii Antoniny Józefy z Krzyżanowskich (1807–?); brat Antoniego (1838–1886) – architekta i Stanisława (1831–1862) – lekarza medycyny oraz trzech sióstr (Lucyny, Elżbiety i nieznanej z imienia).
W latach 1838–1843 uczęszczał do Gimnazjum św. Anny. Następnie w latach 1843–1845 ukończył na Uniwersytecie Jagiellońskim dwuletnie studia w zakresie filozofii i historii. Równocześnie pobierał naukę rysunku i malarstwa w krakowskiej Szkole Sztuk Pięknych, gdzie w latach 1839–1847 kształcił się pod kierunkiem Wojciecha Kornelego Stattlera. W 1846 odbył podróż artystyczną do Drezna i Berlina, aby zwiedzić tamtejsze galerie obrazów. Postępami i zdolnościami artystycznymi rychło zwrócił na siebie uwagę, czego wyrazem stało się stypendium na dalsze studia zagraniczne, przyznane mu przez Wacława Zaleskiego, gubernatora Galicji. Dzięki temu Łuszczkiewicz – jako stypendysta rządowy – wyjechał do Paryża, gdzie w latach 1849–1850 uczęszczał na zajęcia teoretyczne i praktyczne w École des Beaux Arts; tam właśnie zaprzyjaźnił się m.in. z Henrykiem Rodakowskim. Z listem polecającym od Stattlera, odwiedził w lutym (lub na początku marca) 1849 roku Juliusza Słowackiego, z którym odbył długą dyskusję na temat wyższości poezji nad malarstwem. W drodze powrotnej do kraju zatrzymał się na dłużej w Antwerpii, gdzie być może pracował czas jakiś w pracowni Louisa Gallaita (1810-1887), głośnego w owym czasie (1850) portrecisty i malarza historycznego. Wtedy też zwiedził muzea i galerie malarstwa w Brukseli, Gandawie, Kolonii i Düsseldorfie, oraz powtórnie – galerię berlińską i drezdeńską.
W 1858 zawarł związek małżeński z Malwiną Ramloff, z którą miał czworo dzieci: Napoleona (1859-1905) – architekta, Zofię (1860-1923?), Wojciecha Józefa (1862-1938?) – lekarza oraz Marię (1871-1911).
Lata od powrotu do Krakowa w 1850 roku, do śmierci w 1900, wypełniła Łuszczkiewiczowi podziwu godna aktywność zawodowa, artystyczna, naukowa i społeczna, którą realizował na wielu ściśle ze sobą powiązanych polach, jako artysta malarz, pedagog szkół krakowskich, uczony, muzeolog i konserwator zabytków.
Pochowany został na cmentarzu Rakowickim w Krakowie, w grobowcu rodzinnym, w kwaterze 23.

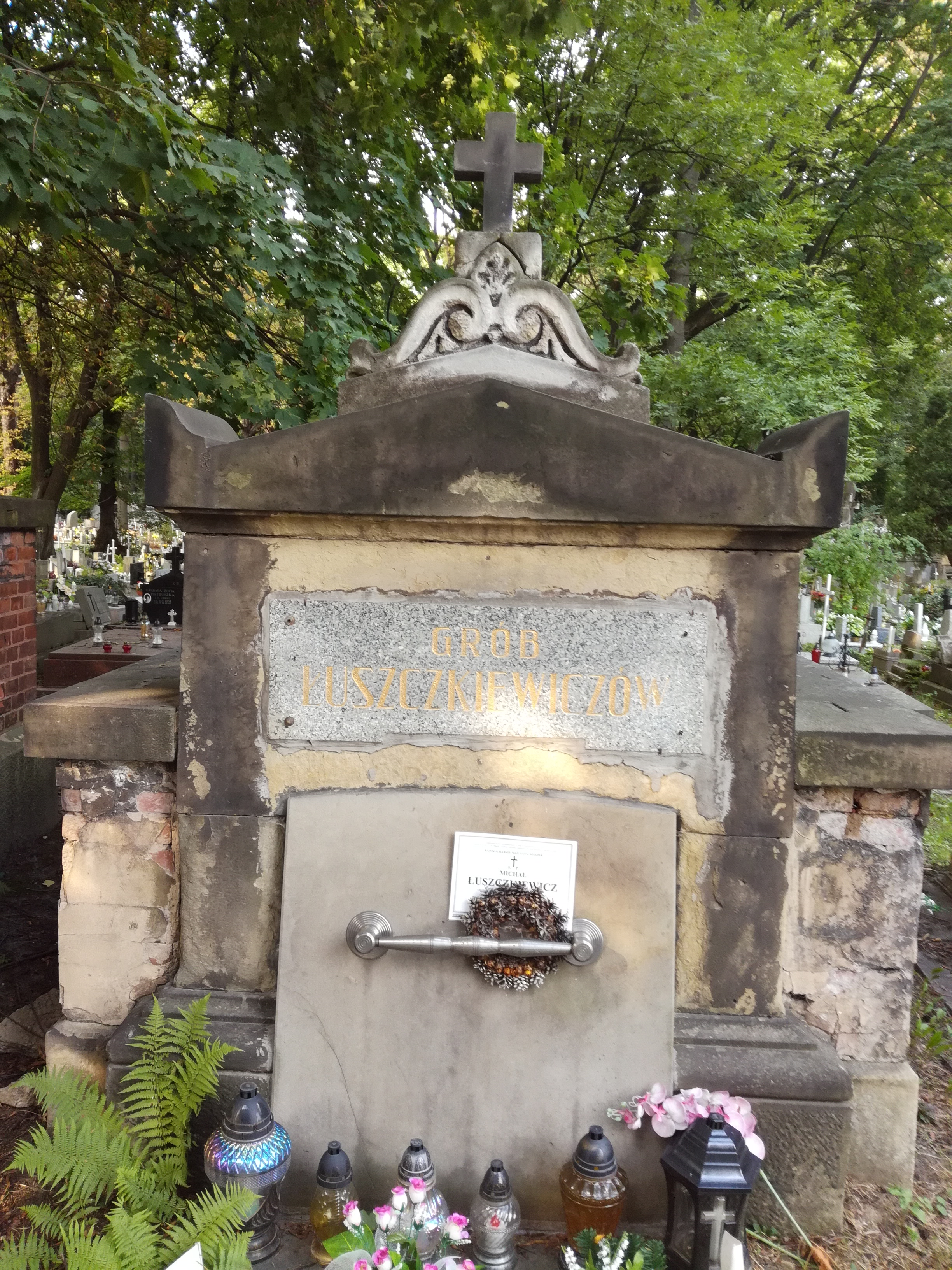
Grób prof. Władysława Łuszczkiewicza na cmentarzu Rakowickim

## Malarz

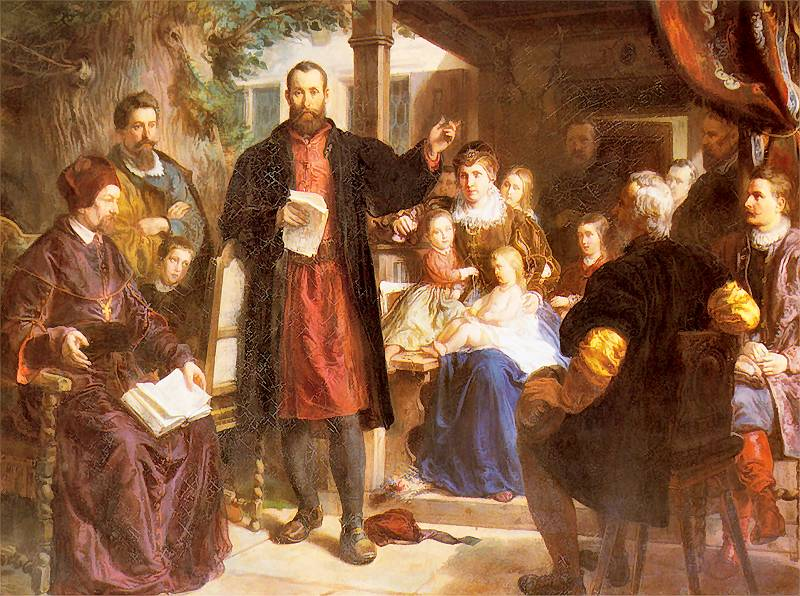
Jan Kochanowski w Czarnolesie (1864/5)

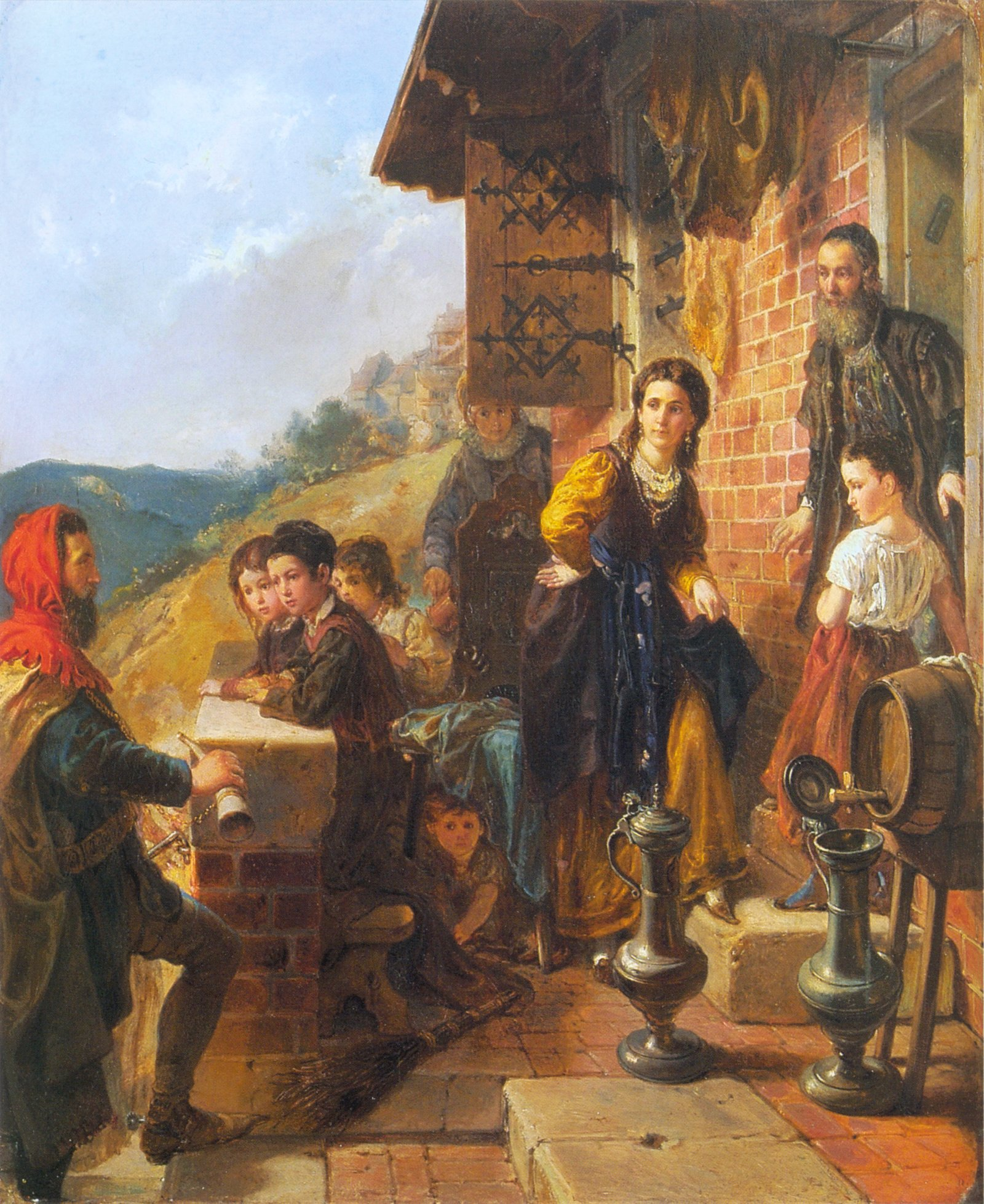
Kazimierz Wielki u Esterki (1870)

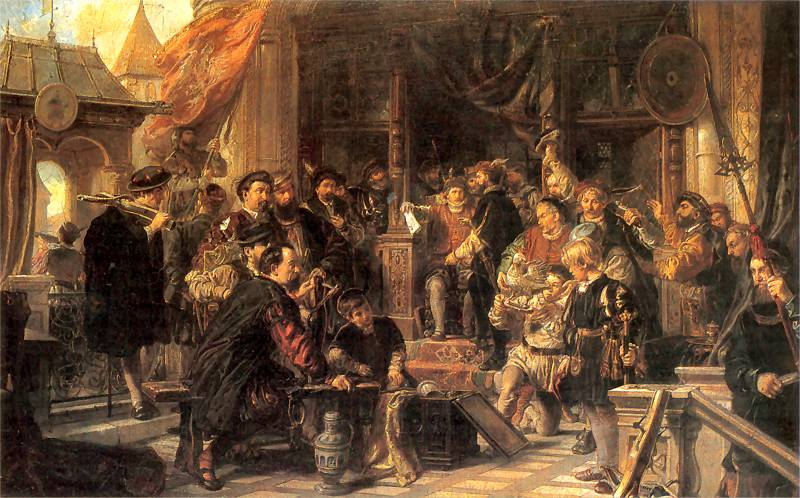
Ofiarowanie kura bractwu strzeleckiemu w Krakowie (1873)

Łuszczkiewicz uprawiał przede wszystkim tematykę historyczną, był prekursorem historyzmu w malarstwie polskim – nie tylko za sprawą własnych zainteresowań przeszłością, ale także doświadczeń nabytych w pracowniach Paryża i Antwerpii. Malował zatem przede wszystkim kompozycje historyczne, obrazy religijne, portrety (zwłaszcza członków swojej rodziny), rzadziej sceny rodzajowe i krajobrazy. Na długo przed Janem Matejką – który wielokrotnie przyznawał się do młodzieńczych fascynacji twórczością Łuszczkiewicza – przedstawiał wybitnych Polaków i sceny z przeszłości narodu (Obrona Częstochowy, Zygmunt August i Barbara, Ścięcie Samuela Zborowskiego, Jan Kochanowski i Urszulka, Kazimierz Wielki odwiedzający Esterkę (zob. foto), Chrzest Litwy, Towarzysze kurkowi..., Wjazd do Moskwy itd.).
Twórczość malarska Łuszczkiewicza charakteryzuje się doskonałą znajomością realiów i rekwizytów historycznych, co Stanisław Tomkowicz określał wręcz jako wierność archeologiczną. Niezmiernie ważną dziedziną aktywności twórczej Łuszczkiewicza były ponadto niezliczone rysunki inwentaryzacyjne, architektoniczne i pomiarowe, odnoszące się badanych przezeń dzieł sztuki i zabytków z terenu wszystkich trzech zaborów.
Obrazy Łuszczkiewicza wielokrotnie wystawiane były na wystawach krakowskiego i lwowskiego Towarzystwa Przyjaciół Sztuk Pięknych, w warszawskim Salonie Krywulta itd.
Pod koniec życia niechętnie chwytał za pędzel, a na zachęty znajomych odpowiadał: jest dużo takich, którzy malują lepiej ode mnie, ale mało takich, którzy by się zajmowali zabytkami naszej sztuki.

## Nauczyciel i pedagog
Już w trakcie swej nauki w krakowskiej Szkole Sztuk Pięknych Łuszczkiewicz nauczał rysunków w Ludowej Szkole Ewangelickiej w Krakowie (1846). Po powrocie z Paryża, od 1852 uczył bezpłatnie rysunku i perspektywy w krakowskiej Szkole Sztuk Pięknych. W 1853 objął dwuletnie zastępstwo swego niedawnego profesora Wojciecha Kornelego Stattlera, ponadto wykładał w Szkole anatomię i historię powszechną. Kiedy w 1857 Stattler odszedł na emeryturę, Łuszczkiewicz został mianowany stałym zastępcą profesora w stopniu suplenta i kierował oddziałem malarstwa. Od tej chwili był faktycznym kierownikiem Szkoły Sztuk Pięknych – do 1873 roku, kiedy na stanowisko to powołano J. Matejkę. Dopiero w 1877 Łuszczkiewicz otrzymał nominację profesorską i przynależne jej uposażenie, w ramach czego objął klasę rysunku, a także wykłady o stylach architektonicznych. Po śmierci Matejki od 1893 do kwietnia 1895 ponownie został obrany dyrektorem w Szkole Sztuk Pięknych, a następnie w październiku 1895 spensjonowany przez Juliana Fałata (nowego dyrektora Szkoły) i wysłany na emeryturę, jednak bez swojej woli i z poczuciem wyrządzonej mu tym krzywdy.
W ciągu 44 lat nieprzerwanej pracy pedagogicznej Łuszczkiewicz wykształcił kilka pokoleń polskich malarzy. Miał prawo mówić z dumą, że był profesorem J. Matejki. Wybitnymi jego wychowankami byli ponadto: Artur Grottger, Andrzej Grabowski i Aleksander Kotsis, a w latach późniejszych – Jacek Malczewski, Stanisław Wyspiański, Józef Mehoffer, Karol Maszkowski, Wojciech Weiss i wielu innych. Łuszczkiewicz interesował się uczniami, lubił wpływać na ich miłowania, na kierunek ich zapatrywań i myśli. Swego pedagogicznego oddziaływania nie ograniczał przy tym do murów szkolnych – był w Polsce prekursorem wychodzenia w plener (wpływ barbizończyków), a w toku naukowo-artystycznych wycieczek nie tylko kształcił artystycznie i historycznie swoich uczniów, ale też gromadził kapitalny materiał ilustracyjny (rysunkowy, opisowy i pomiarowy) dla odwiedzanych i badanych na prowincji zabytków sztuki. Cenną inicjatywą profesora było też wydawanie w latach 1884–1885 serii „Świat Polski w zabytkach sztuki. Kartki rysunkowe zbierane staraniem uczniów krakowskiej Szkoły Sztuk Pięknych przy współudziale prof. Władysława Łuszczkiewicza” (siedem kolejnych zeszytów), w których publikowano szczególnie wartościowe zabytki sztuki polskiej w rysunkach artystów tej miary, co: J. Matejko i Władysław Łuszczkiewicz, a także ówczesnych uczniów szkoły: Włodzimierza Tetmajera, Wojciecha Gersona, Włodzimierza Wodzinowskiego czy Franciszka Daniszewskiego.
W Szkole Sztuk Pięknych Łuszczkiewicz uczył przez półwiecze niemal wszystkich wykładanych tam przedmiotów: perspektywy (był niepospolitym znawcą jej zagadnień), anatomii, aktu z żywego modela, stylów artystycznych i architektonicznych, historii powszechnej oraz historii Polski itd. Do prawie wszystkich z tych przedmiotów napisał też i opublikował odrębne skrypty, zwykle bardzo wysoko oceniane.
Prócz macierzystej Szkoły, czynny był też Łuszczkiewicz jako nauczyciel w innych placówkach: bezpłatnie uczył rysunku rękodzielników w szkole niedzielnej (1858-1881), w miejskiej Szkole Przemysłowej Dietla (1859-1879) i w tzw. Szkole powtarzania Św. Ducha. Miał liczne lekcje prywatne oraz popularne wykłady zimowe w krakowskim Muzeum Przemysłowym im. Adriana Baranieckiego (1868-1890). Na organizowanych przy tym Muzeum wyższych kursach dla kobiet, Łuszczkiewicz wykładał historię sztuki, estetykę, naukę rysunku, anatomii i perspektywy, a także prawa harmonii i kurs o kontrastach barw. Już pod koniec życia, wykładał bezpłatnie klerykom seminarium diecezjalnego style architektoniczne (1893-1895) i zagadnienia tzw. encyklopedii sztuk pięknych w zastosowaniu kościelnym (1898-1900). Miewał nadto niezliczone wystąpienia publiczne i odczyty z historii oraz historii sztuki, zarówno w Krakowie, jak i Warszawie czy Lwowie. Bardzo chętnie podejmował się organizacji wycieczek do mniej znanych obiektów zabytkowych Krakowa i okolicy, połączonych z niezwykle sugestywnym i mistrzowskim oprowadzaniem uczestników po zgromadzonych tam zbiorach sztuki.

## Uczony
Był pierwszym w Polsce nowoczesnym historykiem sztuki. Z dyscypliną tą – której jednak nigdy nie studiował i był w tym sensie samoukiem – zetknął się wcześnie, w trakcie studiów paryskich, kiedy to latem 1849 zwiedził romańskie zabytki południowej Francji, zapoznając się jednocześnie z problematyką ich konserwatorskiego utrzymania. Później zainteresowania naukowe Łuszczkiewicza zorientowane były jednak niemal wyłącznie na sztukę polską, zwłaszcza architekturę – średniowieczną i renesansową – a przede wszystkim romańską. Łuszczkiewicz, jako pierwszy, wprowadził do nauki polskiej pojęcie romanizmu (w miejsce enigmatycznej sztuki bizanckiej), ponadto dorobkiem jego są naukowe monografie niemal wszystkich zabytków romańskich w Polsce. Publikacje tego odkrywcy romańskiej architektury polskiej zachowały do dziś pełną aktualność i nadal współtworzą kanon polskiej literatury naukowej z dziedziny historii sztuki. W pracach swych posługiwał się Łuszczkiewicz własnoręcznymi pomiarami i rysunkami architektonicznymi, wykorzystywał też i wnikliwie interpretował archiwalne źródła pisane, analizując przy tym formę zabytku na przestrzeni dziejów, z wykorzystaniem metody filologiczno-historycznej i komparatystyki.
Zadebiutował w „Czasie”, publikując w 1856 roku apel o ratowanie trzynastowiecznego kapitularza opactwa cysterskiego w Jędrzejowie. W 1860 został przyjęty w poczet członków Towarzystwa Naukowego Krakowskiego, z polecenia i za wstawiennictwem Józefa Łepkowskiego i Karola Rogawskiego. W Towarzystwie szybko osiągnął pozycję wybitną, będąc czynnym w większości powoływanych komisji specjalistycznych, pełniąc ponadto obowiązki sekretarza Oddziału Archeologii TNK (1866–1872). Łuszczkiewicz był też inicjatorem najróżniejszych działań dotyczących inwentaryzacji i opieki nad zabytkami. W roku 1864, sekretarzując komisji powołanej w celu poszukiwania reliktów krakowskiej Akademii Kazimierzowskiej, złożył obszerne sprawozdanie z przeprowadzonych badań terenowych. Równolegle, skatalogował ryciny ze zbiorów Muzeum Starożytności, a następnie przygotował spis jego zbiorów z zakresu malarstwa i rzeźby.
Rok później, zachęcony przez Pawła Popiela – pierwszego konserwatora zabytków w Galicji Zachodniej, rozpoczął czasochłonne zbieranie w terenie materiałów naukowych do serii „Zabytki dawnego budownictwa...”.
Łuszczkiewicz, wspierany przez J. Matejkę i Karola Estreichera, złożył 20 grudnia 1870 roku Projekt utworzenia Komisji Dziejów Sztuki w Polsce, która powstać miałaby w ramach Towarzystwa Naukowego Krakowskiego. Wśród zadań tej Komisji Łuszczkiewicz upatrywał sporządzenie specjalistycznych bibliografii tematycznych, prowadzenie odrębnych inwentarzy zabytków, gromadzenie książek do dziejów sztuki, rysunków, fotografii i odlewów gipsowych, przygotowywanie rozpraw i artykułów, publikowanych następnie w specjalistycznym periodyku. Program Łuszczkiewicza przyszło realizować w zmienionych warunkach, gdyż TNK zostało w 1872 roku przekształcone w Akademię Umiejętności. W niespełna rok później, staraniem Józefa Szujskiego – sekretarza generalnego, powstała w ramach Wydziału Filologicznego AU nowa Komisja do Badania Historii Sztuki w Polsce.
Wśród pierwszych członków widzimy Lucjana Siemieńskiego – przewodniczącego, W. Łuszczkiewicza – sekretarza, Józefa Kremera, Józefa Łepkowskiego i P. Popiela. Działalność Komisji od początku zdominowała była jednak przez Łuszczkiewicza, cieszącego się niekwestionowanym autorytetem. Po śmierci Siemieńskiego, Łuszczkiewicz obrany został przewodniczącym Komisji na lata 1878–1892, a wspomagany był przez sekretarzy: Mariana Sokołowskiego (kadencja 1878-1882) i S. Tomkowicza (kadencja 1882-1892). Bieżące zainteresowania badawcze Łuszczkiewicza stały się w tym czasie programem prac Komisji, zaś publikacje jego niemal bez reszty wypełniały pierwsze zeszyty „Sprawozdań Komisyi...”.

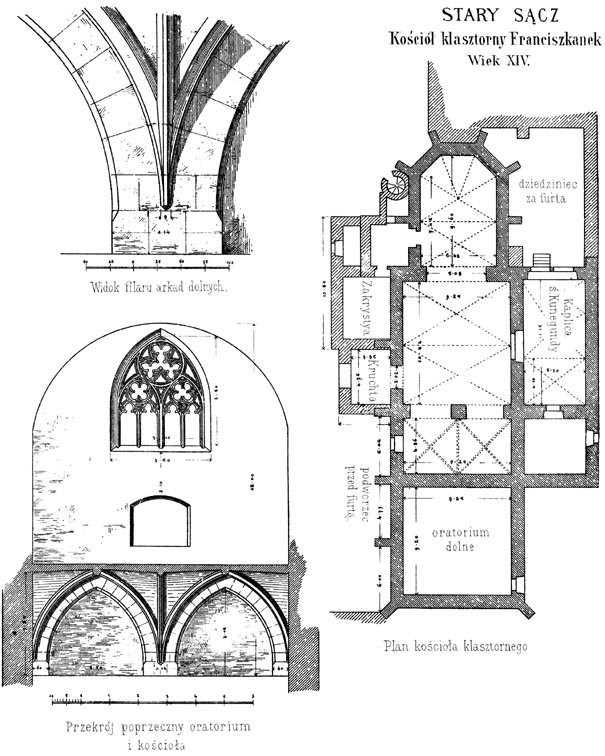
Stary Sącz, kościół klarysek, rzut poziomy kościoła, przekrój poprzeczny i filar arkad wspierających oratorium zakonnic. Repr. rys. W. Łuszczkiewicza

Były to głównie monografie budowli średniowiecznych, przygotowywane na bazie gruntownych oględzin i długich studiów na miejscu, bowiem Łuszczkiewicz nigdy nie pisał o zabytkach nieznanych sobie z autopsji. Prócz romańszczyzny, przyczynił się do badań nad gotykiem polskim, dostrzegł i szczegółowo omówił konstrukcyjne odrębności gotyckich kościołów krakowskich (tzw. system filaroszkarpowy), interesował się rzeźbą (przede wszystkim architektoniczną), a szczególnie malarstwem tej epoki. Poza renesans badaniami swymi nie wykraczał, natomiast barok uważał za objaw zepsutego smaku, co nie dziwi zbytnio, gdyż walory tego stylu dostrzegać poczęła dopiero następna generacja badaczy.
S. Tomkowicz, współpracujący z Łuszczkiewiczem na niejednym polu, napisał o nim tak:
Zwłaszcza znajomość zabytków krajowych miał ogromną, zebraną w niezliczonych wycieczkach we wszystkie niemal okolice. Z nielicznymi wyjątkami nie obce mu były wszystkie ziemie, do których kiedyś dotarł był wpływ cywilizacyi polskiej, że zaś łatwy był w obejściu, rozmowny i prędko robiący znajomości, a odznaczał się umysłem praktycznym, przeto zapraszano go do dawania rad i wskazówek nieraz w okolice odległe, po wsiach i zapadłych kątach, gdzie był jaki kościół do zrestaurowania, jakaś decyzya do powzięcia, tycząca się zabytków przeszłości. Mir szczególniejszy miał między duchowieństwem; znano go nie tylko w Galicyi, lecz w Królestwie i w Poznańskiem, wiedziano, że nikt tak chętnie jak on nie udzieli w trudnym razie praktycznej wskazówki. Wiedziano, że wycieczki podejmuje bezinteresownie, że jest niezmiernie miłym i pożytecznym gościem, że na listy odpisuje prędko i dokładnie. Więc też może nie było nikogo drugiego u nas, do któregoby w tym kierunku tak często się udawano, któregoby tak, jeżeli wolno powiedzieć, wyzyskiwano, jak Łuszczkiewicza.
W 1874 roku doszło do naukowej współpracy Łuszczkiewicza i Sokołowskiego, której celem było zbadanie wczesnośredniowiecznych reliktów architektonicznych na Ostrowie Lednickim. Praca ta, do której Łuszczkiewicz dostarczył tablic rysunkowych i zdjęć pomiarowych, była doktoratem Sokołowskiego i ukazała się drukiem w 1876 roku.
Trwałym dorobkiem Łuszczkiewicza jest osiem zorganizowanych przez niego wycieczek naukowo-artystycznych po Galicji i Królestwie Polskim (1888-1893), w których – jako rysownicy – wzięli udział jego ówcześni uczniowie, później zaś niejednokrotnie wybitni artyści polscy: Stanisław Wyspiański, Józef Mehoffer, Karol Maszkowski, Wojciech Weiss, Stefan Matejko, Sylweriusz Saski, Celestyn Czynciel, Jan Bukowski, Władysław Maślakiewicz, Tadeusz Okoń, Karol Polityński, Leon Kowalski, Jan Piszcz, Jan Bąkowski, Alfons Karpiński, Stanisław Jarocki, Franciszek Marszałek, Wiktor Sołomowicz, Bronisław Szańkowski, Mieczysław Wierszyłowski i Bronisław Żukowski. Pomysłodawcą tych najczęściej dwutygodniowych eskapad był ówczesny ck konserwator zabytków S. Tomkowicz, który nie tylko zakupił następnie od autorów większość kapitalnych tek rysunkowych z tych badań, ale też szkicowniki te uchronił tym samym przed rozproszeniem.
Nie posiadając własnej katedry uniwersyteckiej, uczniów po sobie Łuszczkiewicz nie pozostawił, trwałym jednak jego dorobkiem jest co najmniej 200 publikacji z lat 1856–1900, których spis, zapewne niepełny, zestawił S. Tomkowicz. Doceniali osiągnięcia Łuszczkiewicza również współcześni, czego wyrazem było uchwała przyznająca profesorowi doktorat honoris causa Uniwersytetu Jagiellońskiego. Wręczenie dyplomu zaplanowano na 7 czerwca 1900 roku (pięćsetlecie odnowienia Uniwersytetu przez Władysława Jagiełłę), czego niestety Łuszczkiewicz nie doczekał, gdyż zmarł dwa tygodnie wcześniej, po krótkiej chorobie.
S. Tomkowicz nie jeden raz wykazywał wielki podziw dla osiągnięć i metod pracy Łuszczkiewicza, kreśląc charakterystykę profesora z najwyższym uznaniem:
Nie był to człowiek, który by poprzestawał na używaniu wrażeń artystycznych, albo na szerzeniu wyników cudzych badań. – Umysł jego był samodzielny, myślący, kombinujący, szukający nowych dróg i nowych zdobyczy, nie wystarczyło mu przeżuwanie, on potrzebował i musiał produkować. Wrodzona łatwość przerzucania się od przedmiotu do przedmiotu była mu znakomitym ułatwieniem w korzystaniu dla spraw naukowych z chwil wolnych od zajęć nauczycielskich i malarskich.
Na prośbę Zygmunta Glogera napisał do jego Encyklopedii staropolskiej trzy hasła z dziedziny architektury: Baldachim, Balustrada oraz Blanki. Jego nazwisko jako współtwórcę tej encyklopedii wymienia autor w posłowiu tomu IV.

## Muzeolog i konserwator zabytków
Wiedza Łuszczkiewicza, a przede wszystkim jego autopsja gdy idzie o dzieła sztuki, bardzo wcześnie wykorzystywana była w różnych działaniach organizacyjnych i wystawienniczych na terenie Krakowa. W 1854 roku powołano go na członka Towarzystwa Przyjaciół Sztuk Pięknych, a od 1873 działał w składzie dyrekcji tego Towarzystwa. W tym samym roku był też współzałożycielem Stowarzyszenia Wzajemnej Pomocy Artystów w Krakowie, od 1875 członkiem honorowym Towarzystwa Zachęty Sztuk Pięknych, w 1879 współzałożycielem Towarzystwa Świętego Łukasza w Krakowie.
W 1854 zorganizował Łuszczkiewicz w Krakowie wystawę obrazów starych mistrzów, w 1873 działał w krajowej komisji wystawy wiedeńskiej, w 1891 otworzył wystawę portretów osobistości z czasu Sejmu Czteroletniego, w 1883 czynny był przy organizowaniu ekspozycji zabytków z czasów Jana III Sobieskiego, a rok później – Jana Kochanowskiego oraz kolejnej – poświęconej insurekcji kościuszkowskiej. W 1894 był też komisarzem działu historii i rzemiosła artystycznego oraz działu starożytności na Powszechnej Wystawie Krajowej we Lwowie, na krótko przed śmiercią pracował także nad wystawą zabytków sztuki z epoki jagiellońskiej.
Łuszczkiewicz był pierwszym dyrektorem, zawiązanego w 1879 roku w Krakowie, pierwszego Muzeum Narodowego na ziemiach polskich, którego kierownictwo objął 27 lipca 1883. Placówka ta miała wówczas 50 eksponatów, wobec ponad 10 tysięcy muzealiów, których doliczono się w chwili śmierci pierwszego dyrektora. Łuszczkiewicz zorganizował w Muzeum Narodowym dział sztuki średniowiecznej, gromadzący odkryte w czasie wycieczek terenowych zabytki sztuki romańskiej i gotyckiej, pozyskał dla Muzeum wiele ikon cerkiewnych z XV–XVIII wieku, zorganizował zbiór rycin i rysunków, a także dział sztuki współczesnej, składający się z dzieł wszystkich bez wyjątku ważniejszych artystów polskich XIX wieku. To właśnie Łuszczkiewicz pozyskał dla Muzeum Narodowego kolekcję gemm K. Schmidta-Ciążyńskiego, pamiątki po Adamie Mickiewiczu, liczne zbiory monet, medali i pieczęci. Hołdował zapatrywaniu, że Muzeum narodowe to nie źródło rozkoszy i pożytku dla nielicznych wybranych, to nie skarb, który powinien być zazdrośnie strzeżony dla uczonych i artystów, ale to miejsce, gdzie ogół powinien szukać godziwej przyjemności i wykształcenia.
Choć nigdy swego okręgu konserwatorskiego nie posiadał, Łuszczkiewicz wiele razy brał udział w różnorakich komisjach i pracach konserwatorskich, powoływanych zarówno dla zabytków Krakowa, jak i pozostałych ziem polskich. W latach 1865–1868 brał udział komitecie nadzorującym konserwację ołtarza Wita Stwosza w Kościele Mariackim, przy okazji czego zebrał informacje do broszury „O treści rzeźb i znaczeniu artystycznem ołtarza Mariackiego”. Rok później napisał wydany przez TNK zbiór porad praktycznych dla administratorów zabytkowych świątyń. Powrócił do tych kwestii w 1887, kiedy to opublikował zaktualizowany „Poradnik dla zajmujących się utrzymaniem i restaurowaniem kościołów i kościelnych sprzętów”. W latach 1870–1876 zasiadał w komitecie restauracji Sukiennic, od 1893 czynny był (m.in. wraz ze Stanisławem Tomkowiczem) w tzw. Komitecie Parafialnym, nadzorującym konserwację i powstawanie nowej polichromii wnętrza (pędzla Jana Matejki) w Kościele Mariackim.
Łuszczkiewicz zasiadał też w niejednym sądzie konkursowym: w 1861 – na pomnik generała Skrzyneckiego, w 1889 – na rzeźby dekoracyjne dla gmachu sejmowego we Lwowie, w 1884 wchodził w skład komitetu budowy pomnika A. Mickiewicza w Krakowie. Prócz tego należał do najróżniejszych konwentykli konserwatorskich – parafialnych i diecezjalnych – tak w Galicji, jak w Poznańskiem czy w Królestwie, bo jak zaświadcza Tomkowicz:
Nie było restauracyi zabytku przeszłości w Krakowie, a niemal i w kraju całym, w którejby jako doradca nie brał czynnego udziału.

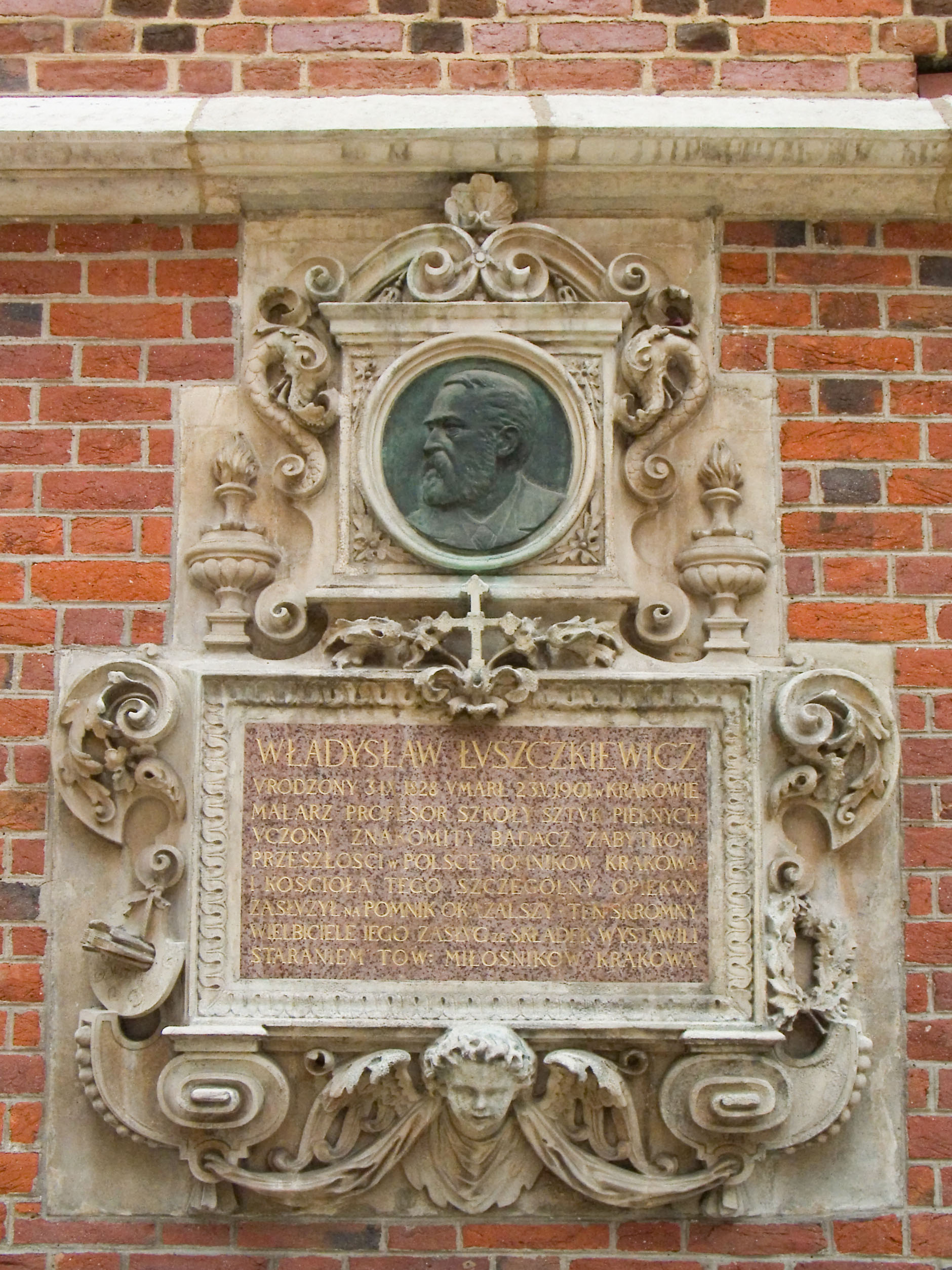
Epitafium Władysława Łuszczkiewicza

W 1888 roku Łuszczkiewicz został członkiem założonego właśnie Grona Konserwatorów Galicji Zachodniej w Krakowie, rok później widzimy go wśród członków korespondentów wiedeńskiej C.K. Komisji centralnej do badania i konserwacji zabytków sztuki i pomników historycznych (K.K. Central-Commission zur Erforchung und Erhaltung der Kunst- und historischen Denkmale).
Uwolniony od obowiązków pedagogicznych w Szkole Sztuk Pięknych, oddał się Łuszczkiewicz w jeszcze większym stopniu pracy dot. pamiątek Krakowa, czego wyrazem było wiceprezesowanie krakowskiemu Towarzystwu Numizmatycznemu, a przede wszystkim – założenie w 1896 roku Towarzystwa Miłośników Historii i Zabytków Krakowa. Łuszczkiewicz był jego współzałożycielem, a od 1898 prezesem. W kilka lat później członkowie Towarzystwa postanowili uczcić odejście swego wybitnego przewodniczącego poświęconą mu tablicą pamiątkową, umieszczoną na południowej ścianie Kościoła Mariackiego (zob. foto). Portretowy medalion na tym epitafium wykonał w 1902 roku Alojzy Bunsch. W czasie egzekwi, nad grobem Zmarłego, wyrażano powszechnie przeświadczenie, że przez długie lata nauka polska budować będzie na podwalinach założonych przez Łuszczkiewicza, a historia cywilizacyi w Polsce o nim nie zapomni.

## Źródła do biografii
- S. Tomkowicz, Władysław Łuszczkiewicz. Napisał..., „Rocznik Krakowski”, t. 5, 1902, s. 1–46 (wraz ze Spisem ogłoszonych dzieł i pism Łuszczkiewicza)
- L. Lepszy, Władysław Łuszczkiewicz, „Wiadomości Numizmatyczno-Archeologiczne”, R. 12, 1900, t. 4, nr 3-4, szp. 209-216
- L. Lepszy, Władysław Łuszczkiewicz 1828-1900, „Sprawozdania Komisyi do Badania Historyi Sztuki w Polsce”, t. 7, 1906, szp. 1-8
- Adam Bochnak, Łuszczkiewicz Władysław, [w:] Polski Słownik Biograficzny, t. 18, Wrocław 1973, s. 587–590 (hasło oparte w zdecydowanej większości na nekrologu pióra Stanisława Tomkowicza)
- T. Dobrzeniecki, Władysław Łuszczkiewicz – badacz sztuki romańskiej w Polsce, [w:] Myśl o sztuce. Materiały Sesji z okazji czterdziestolecia istnienia Stowarzyszenia Historyków Sztuki, Warszawa, listopad 1974, Warszawa 1976, s. 253–271
- M. Rzepińska, Władysław Łuszczkiewicz jako malarz historyczny i portrecista, „Folia Historiae Artium”, Seria Nowa, R. 18, 1982, s. 137–168
- M. Rzepińska, Władysław Łuszczkiewicz malarz i pedagog, Kraków 1983
- M. Rzepińska, Na styku pedagogiki artystycznej i historii sztuki. Ze studiów nad Władysławem Łuszczkiewiczem, [w:] Symbolae historiae artium. Studia z historii sztuki Lechowi Kalinowskiemu dedykowane, Warszawa 1986, s. 493–506
- M. Rzepińska, Matejko i Łuszczkiewicz, [w:] Sztuka i historia. Materiały Sesji Stowarzyszenia Historyków Sztuki, Kraków, listopad 1988, Warszawa 1992, s. 95–109
- W. Wyganowska, Praktyki inwentaryzacyjne pod kierunkiem Władysława Łuszczkiewicza, [w:] Podług nieba i zwyczaju polskiego. Studia z historii architektury, sztuki i kultury ofiarowane Adamowi Miłobędzkiemu, Warszawa 1988, s. 466–473
- J. Polanowska, Łuszczkiewicz Władysław, [w:] Słownik artystów polskich i obcych w Polsce działających. Malarze, rzeźbiarze, graficy, t. 5, Warszawa 1993, s. 204–209
- T. Łopatkiewicz, Kolekcja szkicowników uczniów krakowskiej Szkoły Sztuk Pięknych w zbiorach Muzeum Uniwersytetu Jagiellońskiego. Nieznane rysunki S. Wyspiańskiego, J. Mehoffera i innych z wycieczek z W. Łuszczkiewiczem w latach 1888–1892, „Zeszyty Naukowe Uniwersytetu Jagiellońskiego”, MCCLXXVII, „Opuscula Musealia”, z. 14, 2005, s. 41–88
- Zbigniew Beiersdorf, Łuszczkiewicz Władysław, [w:] Polski słownik biograficzny konserwatorów zabytków, red. Henryk Kondziela, Hanna Krzyżanowska, z. 2, Poznań, Wyd. Poznańskie 2006, ISBN 83-7177-416-8.
- T. Łopatkiewicz, Między pedagogiką a inwentaryzacją zabytków. Artystyczno-naukowe wycieczki Władysława Łuszczkiewicza z uczniami krakowskiej Szkoły Sztuk Pięknych w latach 1888–1893, praca doktorska przygotowana pod kierunkiem prof. dr. hab. Adama Małkiewicza w Instytucie Historii Sztuki Uniwersytetu Jagiellońskiego, Archiwum UJ, sygn. Dokt. 2006/117
- T. Łopatkiewicz, Naukowo-artystyczna wycieczka w Sądeckie z 1889 roku na tle zabytkoznawczej działalności Władysława Łuszczkiewicza i uczniów krakowskiej Szkoły Sztuk Pięknych, „Biblioteka Rocznika Sądeckiego”, t. 1, Nowy Sącz 2008, s. 138, wyd. Prezydent Miasta Nowego Sącza i Polskie Towarzystwo Historyczne Oddział w Nowym Sączu, ISBN 978-83-908899-7-9.
- T. Łopatkiewicz, Zabytkoznawcze aspekty naukowo-artystycznych wycieczek Władysława Łuszczkiewicza z uczniami krakowskiej Szkoły Sztuk Pięknych (1888-1893). Uwagi na marginesie edycji rękopiśmiennych inwentarzy zabytków S. Tomkowicza, [w:] Sztuka i podróżowanie. Studia teoretyczne i historyczno-artystyczne, pod red. P. Krasnego i D. Ziarkowskiego, Kraków 2009, s. 191–210.